# Landesstraße 407
Die Landesstraße 407 liegt in der rheinland-pfälzischen Region Rheinhessen und verbindet den nördlichen mit dem südlichen Teil des Landkreises Alzey-Worms.

## Geografie

### Naturräumliche Zuordnung
Die Landesstraße 407 verfügt über eine Länge von etwa 17 km und durchstreift den westlichen Teil des Landkreises Alzey-Worms. Sie beginnt im Norden bei Wallertheim und endet im Süden bei Offenheim. Der südliche Beginn – auf der Offenheimer Gemarkungsfläche – gehört innerhalb der naturräumlichen Haupteinheitengruppe Saar-Nahe-Bergland (Nr. 19) zur Haupteinheit Nordpfälzer Bergland (193). Unmittelbar nördlich schließt sich die naturräumliche Großregion Oberrheinische Tiefebene (Nr. 20–23) mit seiner Haupteinheit Rheinhessisches Tafel- und Hügelland (227) an.

### Verlauf
Der südliche Teil der L 407 beginnt mit dem Abzweig Bechenheim im Offenheimer Vorholzwald, der sich auf der L 406 zwischen Oberwiesen und Offenheim befindet. Nach einem kurzen Stück durch den Vorholzwald durchquert die Landesstraße mit Bechenheim seine erste Ortschaft. Am nördlichen Ende des Dorfes kreuzt sich die L 407 mit der L 405 (Nieder-Wiesen/Offenheim), an der Kreuzung Kirchstraße/Obergasse, ehe die L 407 weiter in Richtung Nack verläuft. Etwa auf halber Strecke befinden sich auf jeder Straßenseite eine Nothaltebucht, ehe die Landesstraße den Windpark BENO streift und weiter in Richtung Nack folgt. In Nack selbst kreuzt sich die L 407 mit der K 7 (Erbes-Büdesheim/Nieder-Wiesen), an der Kreuzung Bechenheimer Straße/Hauptstraße, ehe die L 407 weiter in Richtung Wendelsheim verläuft. Zwischen Nack und Wendelsheim, vorbei am Ahrenberg, befindet sich eine Ausfahrt zu der etwas westlicher gelegenen Teufelsrutsch, die der Namensgeber zu einem Bergrennen war, dass jährlich zwischen 1966 und 2001 auf dem Abschnitt Nack-Wendelsheim der L 407 stattfand. Das Teilstück von Offenheim bis Wendelsheim ist Teil der Deutschen Schuhstraße. In Wendelsheim kreuzt sich die L 407 mit der L 409 (Erbes-Büdesheim/Wonsheim), an der Kreuzung Bahnhofstraße-Nacker Straße. Für einen kurzen Abschnitt von etwa 100 m verläuft die L 407 parallel mit der L 409 in östliche Richtung, ehe sie am nächsten Abzweig weiter nördlich in Richtung Uffhofen verläuft. Dieses kurze Stück auf der L 409 ist zugleich Teil der Deutschen Alleenstraße. Kurz nach dem Abzweig streift die Landesstraße die Rübenmühle, ein Stück weiter die Geistermühle, ehe sie schließlich den Flonheimer Ortsteil Uffhoffen erreicht. Ab der Höhe Rübenmühle, fließt bis zum Ende der Landesstraße, parallel die Wiesbach. Vom Abzweig Uffhofen bis Uffhofen führte von 1871 bis 1995 parallel die Wiesbachtalbahn. Von Uffhofen geht es direkt nach Flonheim, an dessen Ende sich ein Kreisel befindet, der über eine Ausfahrt zur L 408 in Richtung Bornheim verfügt. Nach Flonheim folgt weiter nördlich die Ortschaft Armsheim sowie der ebenfalls direkt anschließende Ortsteil Schimsheim. Kurz vor der Ortsausfahrt in Schimsheim verfügt die L 407 über einen Abzweig zur K 16 (Richtung Rommersheim), an der Einmündung Armsheimer Straße/Steggasse, ehe der Streckenverlauf weiter nördlich zur letzten Ortschaft Wallertheim führt. In Wallertheim selbst verfügt die L 407 über einen östlichen Abzweig zur K 18 (Richtung B 420), an der Kreuzung Mainzer Straße/Neustraße/Schimheimer Straße. Die K 16 verläuft fortan parallel zur L 407 in nördliche Richtung. Beide Straßen enden am Ortsausgang an der Kreuzung zur Bundesstraße 420.

## Teufelsrutsch-Bergrennen
Von 1966 bis 2001 wurde auf der L 407 zwischen Nack und Wendelsheim das Teufelsrutsch-Bergrennen ausgetragen. Ausrichter der Veranstaltung war der MSC Alzey. Die Strecke galt als eine der kürzesten und schnellsten Strecken im Bergrennsport. Nach 2001 hat die Strecke keine Zulassung mehr für Bergrennen bekommen. Die Strecke verfügte über eine Länge von 1.500 m, Höhenmeter von 60 m und endete auf einer Höhe von 245 m ü. NHN. Der Nacker Sportplatz (Hartplatz) diente als Fahrerlager, das Sportheim als Rennbüro. Der Kartenverkauf sowie die Bewirtung oblag größtenteils dem Nacker Turn- und Sportverein TuS Nack 1957. Für die Veranstaltung engagierten sich über 100 Helfer des TuS sowie weitere freiwillige Helfer. Unter den Teilnehmern fanden sich auch namhafte Motorsportler wie Karl Jordan, Dieter Kern oder auch Jörg Obermoser. Im Zuge der Rheinland-Pfalz-Rallye, in dem das Rennen Teil einer Wertungsprüfung war, fanden sich namhafte Starter wie der zweifachen Rallye-Weltmeister Walter Röhrl mit seinem Beifahrer Christian Geistdörfer, Klaus Fritzinger, Luitpold Prinz von Bayern oder auch Achim Warmbold wieder.

## Sehenswürdigkeiten

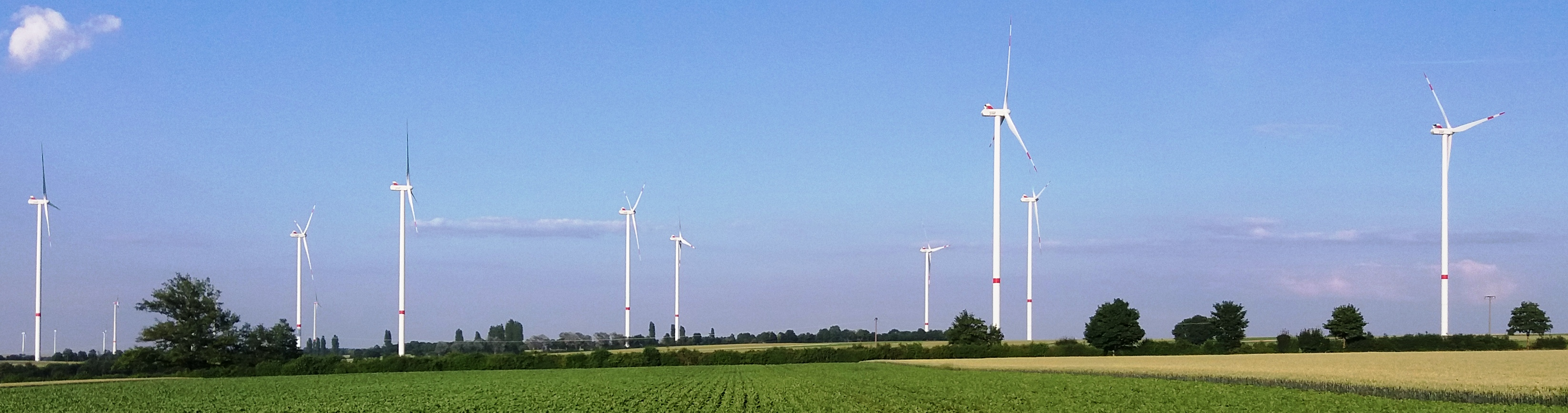
Windpark BENO, Bechnenheim/Nack
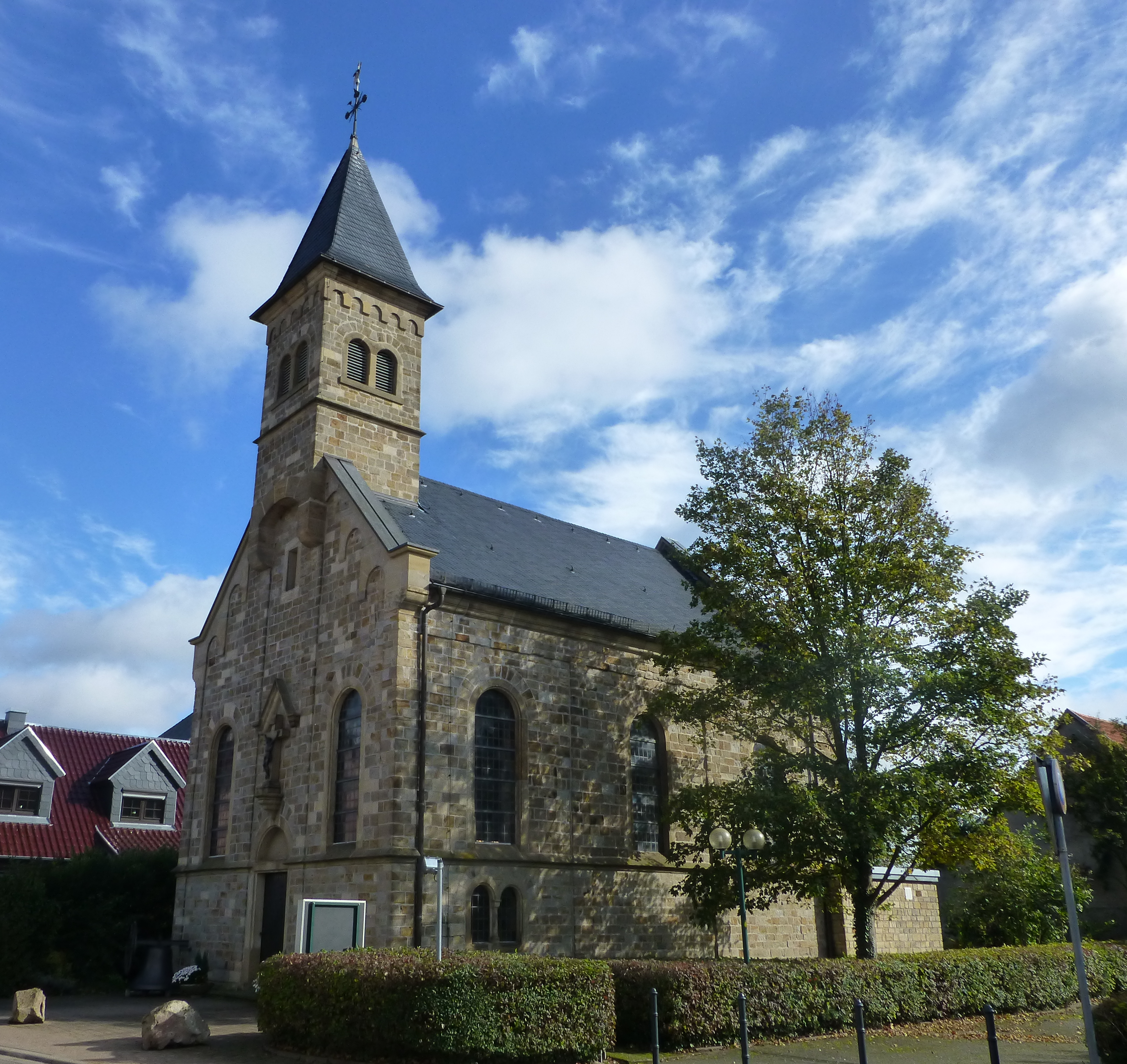
Katholische Kirche „Maria Himmelfahrt“, Nack
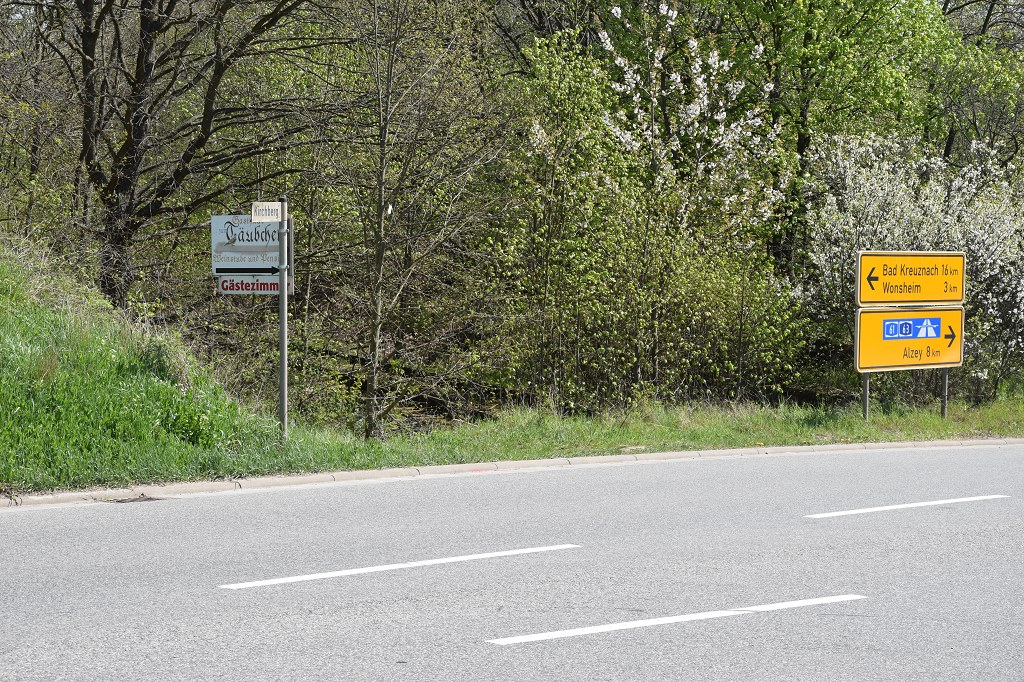
Wiesbachtalbahn, Wendelsheim
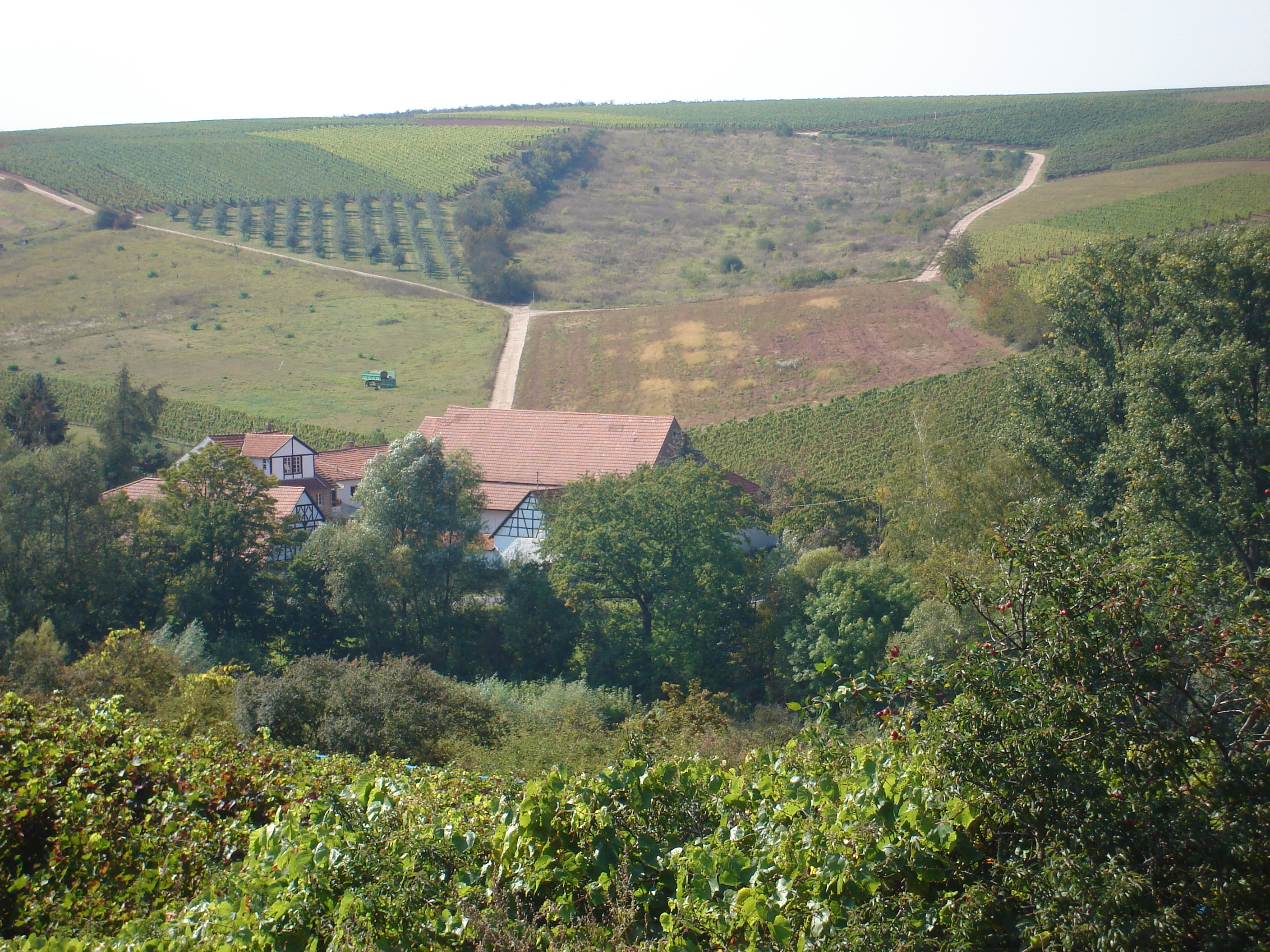
Geistermühle, Uffhofen
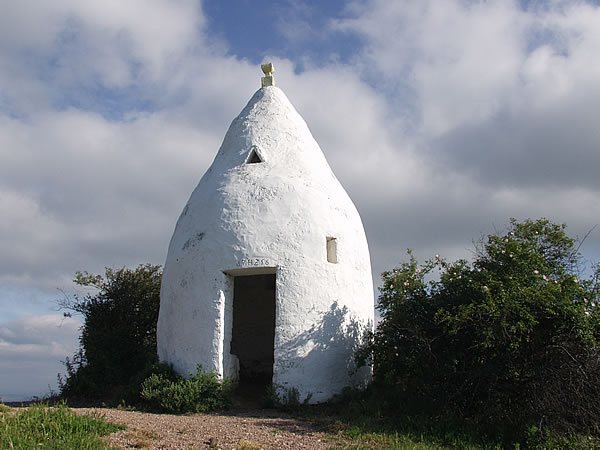
Trullo, Uffhofen
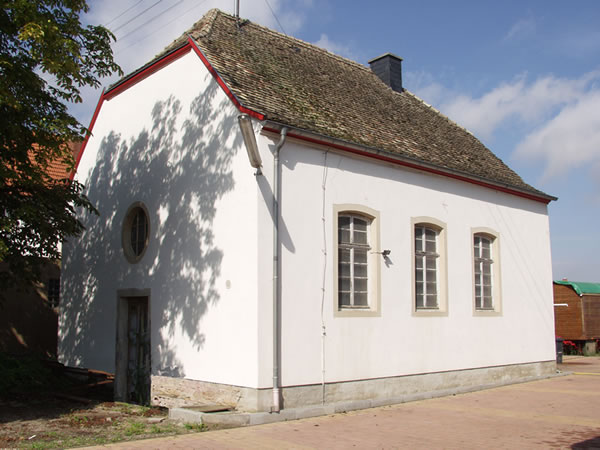
Mennonitenkirche, Uffhofen
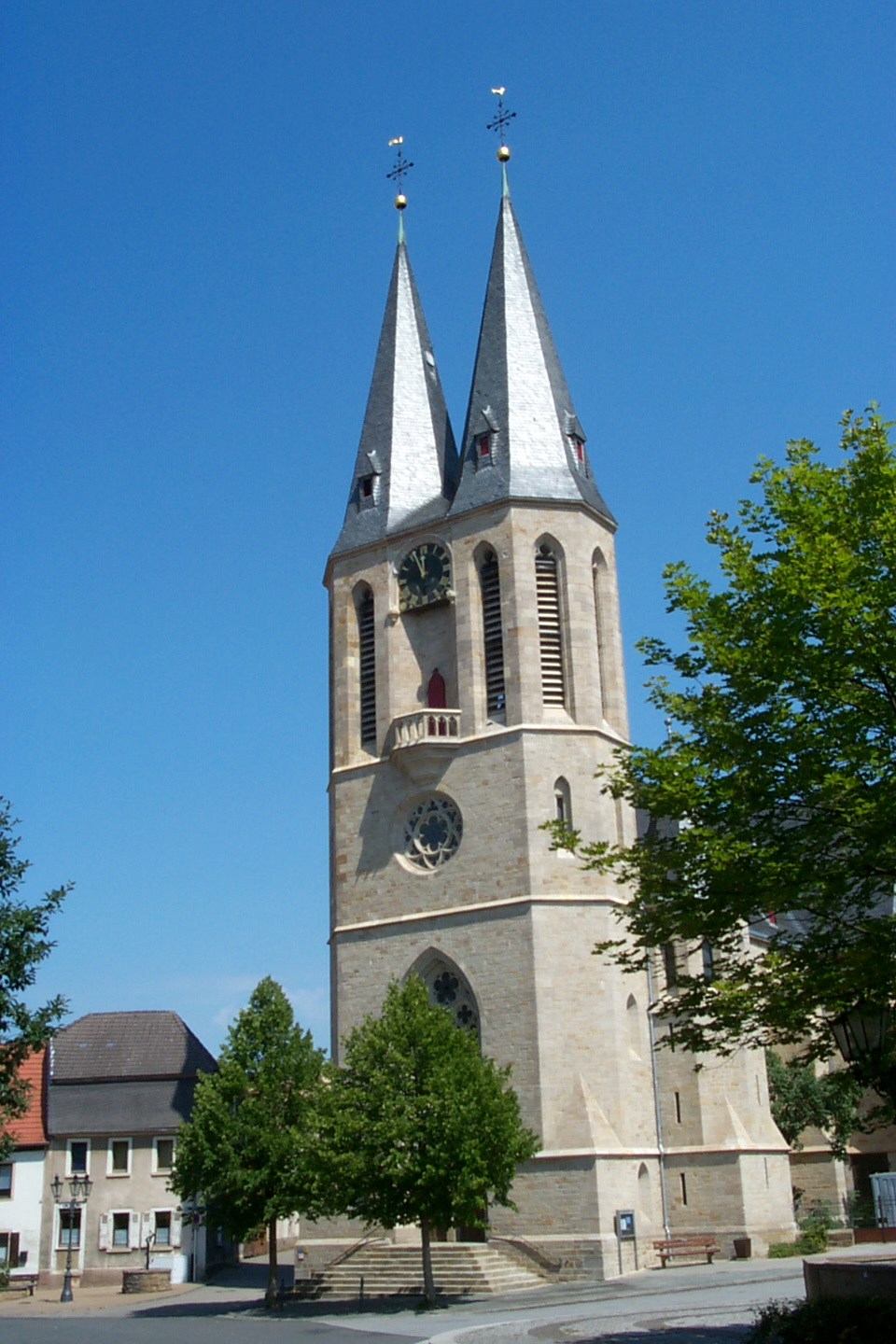
Katholische Kirche, Flonheim
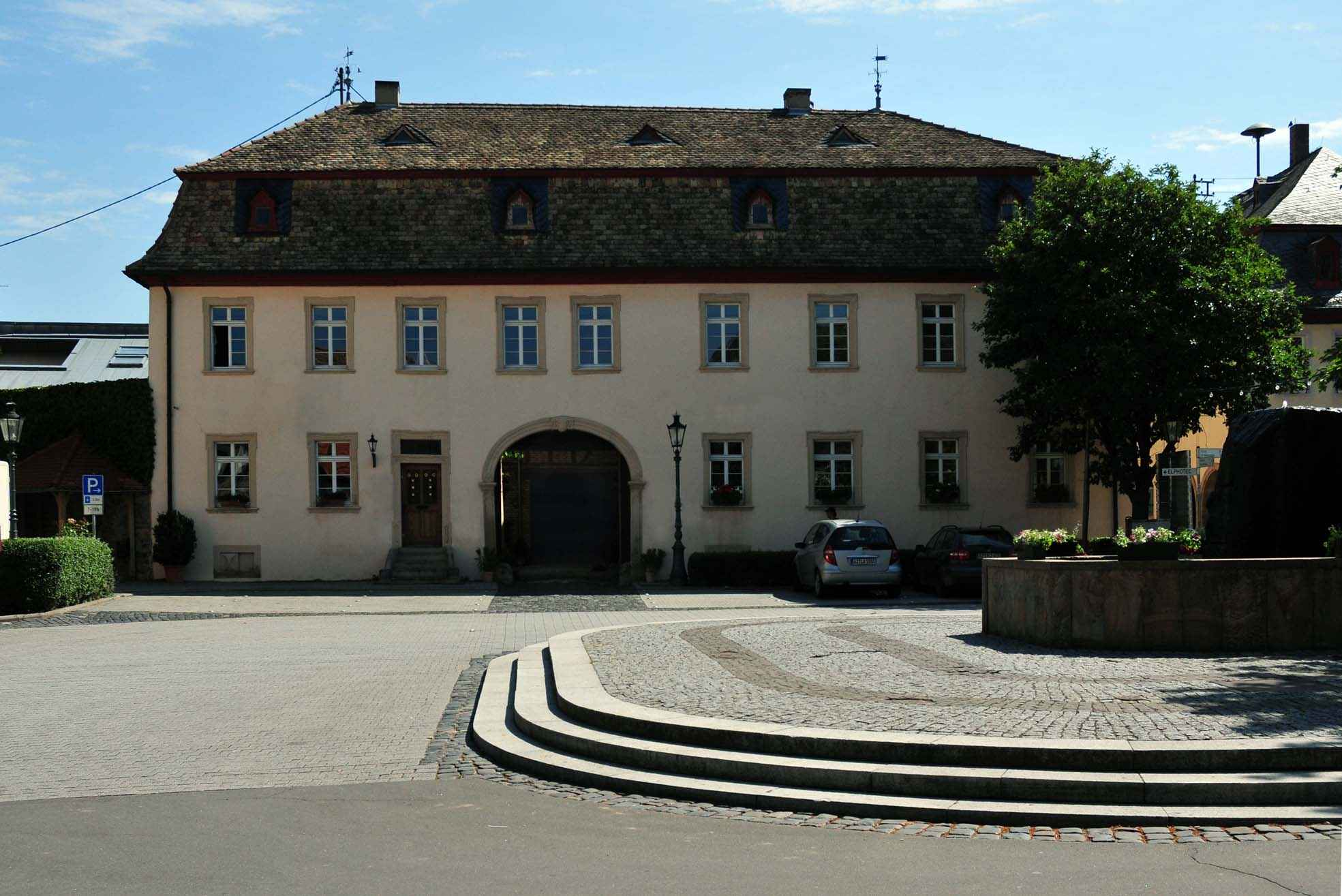
Haus Hinkel, Flonheim